# Karl Lachmann
Karl Konrad Friedrich Wilhelm Lachmann (4. března 1793, Braunschweig – 13. března 1851, Berlín) byl německý filolog, jeden z průkopníků germanistiky v dnešním slova smyslu.

## Dílo
Ve své době významné byly jeho práce o Písni o Nibelunzích (Über die ursprüngliche Gestalt des Gedichts der Nibelunge Noth, 1816, Der Nibelunge Noth und die Klage, 1826). Také spolupracoval s filologem Georgem Friedrichem Beneckem na díle Iwein: Der riter mit dem lewen (Berlin, 1827).
V pozdější době se o správnosti některých Lachmannových závěrů vedly spory a jeho studie dnes bývají považovány za zastaralé.